# اتحادیه وب جهان‌گستر
اتحادیه وب جهان‌گستر یا کنسرسیوم وب جهان‌گستر (World Wide Web Consortium یا W3C) کنسرسیومی (اتحادیه چندین شرکت به صورت هماهنگ و دارای هدف یکسان) است که استانداردهای نرم‌افزاری (یا «پیشنهادها(Recommendations)» آنطور که خودشان این استانداردها را می‌نامند) لازم را برای وب جهان‌گستر تولید می‌کند. ریاست این شرکت به دست تیم برنرز لی است. وی مخترع تعدادی از اصلی‌ترین فناوری‌هایی است که وب به‌دست آن‌ها به شکل امروزی خود درآمده است. از جملهٔ این فناوری‌ها می‌توان به URL یا مشخص‌کنندهٔ یکتای منبع، قرارداد انتقال ابرمتن و اچ‌تی‌ام‌ال اشاره کرد.
دلیل وجودی این کنسرسیوم کسب اطمینان در مورد سازگار و توافق میان اعضای شرکت‌های مختلف در زمینهٔ استفاده از استانداردهای نو است.

## تکامل مشخصات استانداردها
بعضی اوقات، زمانی که هریک از مشخصات بسیار بزرگ می‌شوند، به واحدهای مستقلی تقسیم می‌شوند که هر واحد به نوبه خود می‌تواند تکامل یابد. به تغییرات پشت سرهم هر واحد، مرحله (به انگلیسی: level) گفته می‌شود و با اولین عدد صحیح در عنوان آن مشخصات نشان داده می‌شود (مثلاً CSS3 یعنی مرحله سوم). بازبینی‌های متوالی بعدی روی هر مرحله به وسیله یک نقطه و سپس یک عدد صحیح نشان داده می‌شود (مثلاً CSS2.1 یعنی بازبینی اول).
فرایند شکل‌گیری استاندارد W3C در «سند فرایند W3C» تعریف شده است. این سند، چهار مرحلهٔ تکامل را سرفصل کرده است که هر استاندارد یا پیشنهاد جدید، باید از طریق هر کدام پیشرفت کند و تکامل یابد. این مراحل WD, CR, PR, REC نام دارند.

### مرحله پیش‌نویس کاری (Working draft) با کوته‌نوشت WD
موقعی که محتوای کافی از «پیش‌نویس ویرایشگران» و بحث‌ها جمع‌آوری شد، می‌تواند به صورت یک پیش‌نویس کاری (WD) منتشر گردد تا این پیش‌نویس توسط یک گروه، مرور و بررسی گردد. یک سند WD قالب نخستین یک استاندارد است که به صورت علنی در دسترس قرار می‌گیرد. WD به صورت رشته‌ای از یادداشت‌های توضیحی، تقریباً توسط همه پذیرفته می‌شود؛ اما تضمینی برای عمل کردن روی هر عنصر به‌خصوص، که در مورد آن نظر دهی شده است، وجود ندارد.
در این گام، سند استاندارد می‌تواند به صورت قابل توجهی با قالب نهایی آن استاندارد متفاوت باشد. از این رو هر شخصی که استانداردهای WD را پیاده‌سازی می‌کند، باید برای اصلاح پیاده‌سازی‌های خود آماده باشد، زیرا این استانداردها تکامل می‌یابند.

### مرحله پیشنهاد نامزد (Candidate recommendation) با کوته‌نوشت CR
یک پیشنهاد نامزد نسخه‌ای از یک استاندارد است که کامل تر از WD می‌باشد. در این مرحله، گروه مسئول استاندارد، قانع شده‌اند که استاندارد به هدف خود رسیده است. هدف از CR کمک خواستن از جامعهٔ توسعه دهندگان برای فهم آن است که این استاندارد چقدر قابل پیاده‌سازی است.
سند استاندارد می‌تواند در آینده تغییر کند، اما در این گام، در مورد ویژگی‌های مهم آن اکثراً تصمیم‌گیری شده است. طراحی این ویژگی‌ها می‌تواند بر اساس بازخوردهای پیاده‌سازی کنندگان هنوز تغییرات داشته باشد.

### مرحله پیشنهاد مطرح شده (Proposed recommendation) با کوته‌نوشت PR
یک «پیشنهاد مطرح» نسخه ای از استاندارد است که دو مرحلهٔ قبل را پشت سر گذاشته است. در این گام، سند به شورای مشورتی W3C، برای تصویب نهایی ارائه می‌شود.
با وجود اهمیت این گام، به ندرت باعث تغییرات جدی برای استاندارد، در هنگام انتقال به فاز بعدی، می‌شود.

### مرحله پشنهاد (W3C recommendation) با کوته‌نوشت REC
این مرحله تکامل یافته‌ترین گام توسعه می‌باشد. در این گام، استاندارد زیر مرور و آزمون گسترده‌ای (در شرایط نظری و عملی) قرار گرفته است، و به اصطلاح استاندارد توسط W3C امضا و تأیید شده است، که این نشان دهندهٔ آمادگی برای ارائهٔ عمومی آن است. در این سطح، پشتیبانی گسترده از استاندارد بین نویسندگان و پیاده‌سازی کنندگان تشویق می‌شود.
پیشنهادها گاهی به صورت اشتباه، جزئی، پیاده‌سازی می‌گردند، یا اصلاً پیاده‌سازی نمی‌گردند، اما خیلی از استانداردها دو مرحلهٔ انطباق تعریف می‌کنند، که توسعه دهندگان، اگر بخواهند به محصول خود برچسب سازگار-با-W3C بزنند، باید از آن پیروی کنند.

### بازبینی‌های بعدی
یک پیشنهاد می‌تواند توسط فهرست غلط‌های غیر تکنیکی یا پیش‌نویس ویرایشگران، که به صورت جداگانه منتشر شده‌اند، به روزرسانی و گسترش یابد، تا زمانیکه ویرایش‌های اساسی کافی برای ایجاد یک نسخه جدید، یا مرحله پیشنهاد جدید، جمع‌آوری گردد. به‌علاوه، W3C یادداشت‌های آموزنده ای منتشر می‌کند، که باید به صورت مرجع استفاده گردد.

### گواهی نامه (Certification)
برخلاف ISOC و دیگر استانداردهای بین‌المللی، W3C برنامه ای برای گواهی نامه دادن ندارد. W3C تصمیم گفته است که به خاطر خطر ایجاد نقاط ضعف بیشتر نسبت به مزایای آن برای جامعه، هم‌اکنون، مناسب شروع این برنامه (گواهی نامه دادن) نیست.

## استانداردها
- CGI
- CSS
- DOM
- GRDDL
- HTML
- مث‌ام‌ال
- OWL
- P3P
- RDF
- SISR
- SKOS
- SMIL
- SOAP
- اسپارکل
- SRGS
- SSML
- SVG
- VoiceXML
- اکس‌اچ‌تی‌ام‌ال
- XHTML+Voice
- اکس‌ام‌ال
- XML Events
- XML Information Set
- XML Schema
- اکس‌پت
- اکس‌کوئری
- اشیای فرمت‌دهی اکس‌اس‌ال
- تبدیلات اکس‌اس‌ال
- WCAG
- WSDL
- XForms